# Order „Za zasługi w kulturze i sztuce”
Order „Za zasługi w kulturze i sztuce” (ros. Орден «За заслуги в культуре и искусстве») – rosyjskie odznaczenie państwowe.
Order został ustanowiony dekretem Prezydenta Federacji Rosyjskiej Władimira Putina nr 460 z dnia 9 sierpnia 2021 roku w celu nagradzania obywateli Federacji Rosyjskiej i cudzoziemców za zasługi w dziedzinie kultury i sztuki.

## Statut
Order „Za zasługi w kulturze i sztuce” nadawany jest obywatelom Federacji Rosyjskiej:
- za tworzenie spektakli teatralnych, filmów kinowych i telewizyjnych, dzieł literackich i muzycznych, spektakli koncertowych i cyrkowych, programów telewizyjnych i radiowych, dzieł sztuki monumentalnej i dekoracyjnej, które zyskały szerokie uznanie odbiorców i środowiska artystycznego;
- za projektowanie i budowanie unikalnych zespołów architektonicznych, budynków i budowli;
- za tworzenie obrazów o wysokich walorach artystycznych w spektaklach teatralnych i filmach, dzieł malarskich, rzeźby i grafiki;
- za wielki wkład w badanie, zachowanie i popularyzację rosyjskiej kultury artystycznej i sztuki, dziedzictwa kulturowego narodów Federacji Rosyjskiej;
- za szczególne zasługi w zakresie organizacji i przeprowadzania restauracji i konserwacji obiektów dziedzictwa kulturowego narodów Federacji Rosyjskiej, tworzenia rezerwatów historycznych i kulturowych;
- za zasługi w działalności oświatowej w zakresie kultury i sztuki, wychowania patriotycznego i wojskowo-patriotycznego młodzieży;
- za zasługi w zakresie rozwoju systemu artystycznego kształcenia zawodowego w celu przygotowania pracowników artystycznych do wszelkiego rodzaju działalności kulturalnej, w tym działalności w zakresie muzyki akademickiej, sztuki operowej i baletowej, teatru dramatycznego, kinematografii i przedsiębiorstw artystycznych, w zapewnieniu wysokiego profesjonalizmu rosyjskich wykonawców i ich konkurencyjności na poziomie międzynarodowym;
- za wielki wkład w tworzenie i rozwój dziecięcych i młodzieżowych organizacji, stowarzyszeń i ruchów nastawionych na działalność twórczą, wolontariacką, charytatywną i edukacyjną;
- za zasługi w nawiązywaniu, rozwijaniu i utrzymywaniu międzynarodowych więzi kulturalnych i humanitarnych;
- za inne zasługi w dziedzinie kultury i sztuki.

Order „Za zasługi w kulturze i sztuce” może być nadawany także cudzoziemcom za aktywny udział w działalności twórczej rosyjskich organizacji kulturalnych i artystycznych, znaczący wkład w realizację wspólnych projektów z Federacją Rosyjską w dziedzinie kultury i sztuki, popularyzację i promocję rosyjskiej kultury i sztuki za granicą, przyciąganie inwestycji w rozwój rosyjskiej kultury i sztuki.
Nadanie obywatelowi Federacji Rosyjskiej Orderu „Za zasługi w kulturze i sztuce” z reguły odbywa się pod warunkiem posiadania przez niego innego odznaczenia państwowego Federacji Rosyjskiej.